# Koekoeken
De koekoeken (Cuculidae) zijn een familie van vogels, behorende tot de koekoeksvogels (Cuculiformes). De familie telt 146 soorten.
Koekoeken zijn slanke vogels met een lange staart, gekromde snavel en puntige vleugels die in alle gematigde en warme streken van de wereld voorkomen. De (gewone) koekoek (Cuculus canorus) is in West-Europa de bekendste koekoek.  In Wit-Rusland en Azië komt de boskoekoek (Cuculus optatus) voor, te onderscheiden door de ongestreepte anaalstreek en het verschillende geluid. Daarnaast bestaan er nog 30 geslachten met koekoeken die voorkomen in zowel de Nieuwe- als de Oude Wereld.  
Fossielen van koekoeken zijn bekend vanaf het Laat-Eoceen uit Europa en Noord-Amerika.

## Parasitisme
De meerderheid van de koekoeksoorten uit deze familie (ca. 20 geslachten) zijn geen broedparasieten, maar bouwen hun eigen nest en broeden hun eigen eieren uit. Een aanzienlijke minderheid van de soorten uit deze familie (14 geslachten, 42% van de soorten) zijn broedparasieten, hiertoe behoren de meeste soorten die zijn ondergebracht in de onderfamilie Cuculinae waaronder het geslacht Cuculus. Slechts twee geslachten uit de nieuwe wereld, Tapera en Dromococcyx, zijn broedparasiet.

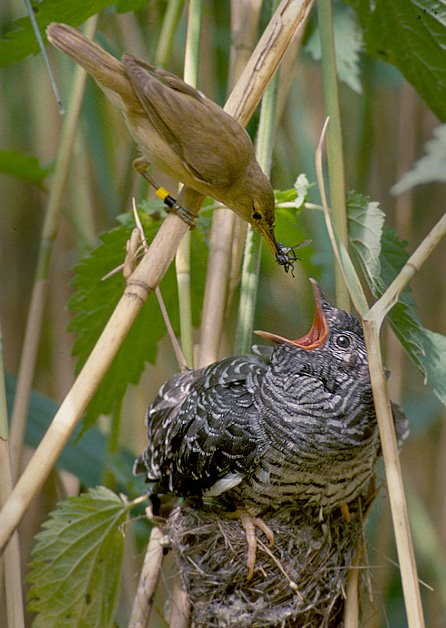
Jonge koekoek in het nest van een kleine karekiet.

Broedparasieten zoals de (gewone) koekoek (Cuculus canorus) broeden niet zelf hun ei uit. Het vrouwtje legt haar ei in het nest van een andere vogelsoort. Vaak zijn dit kleine insecteneters, zoals de gekraagde roodstaart, de kleine karekiet en de heggenmus. De eitjes lijken vaak goed op die van de gastheer. De koekoeksjongen komen vaak eerder uit het ei dan de jongen van de gastheer, waarna het koekoeksjong de eieren en jongen van de gastheer uit het nest kan gooien of meer voedsel krijgt. Op zijn minst bij enkele koekoeksoorten is de tijd tussen de bevruchting en het leggen van het ei een dag later dan bij de gastheer waardoor het jong al wat verder ontwikkeld is (zo'n 31 uur) en sneller uit het ei komt dan de jongen van de gastheer.

## Fotogalerie

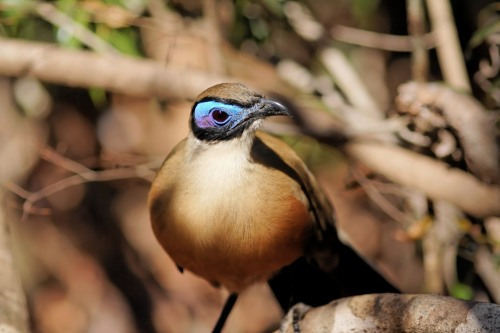
Grote coua (Coua gigas)
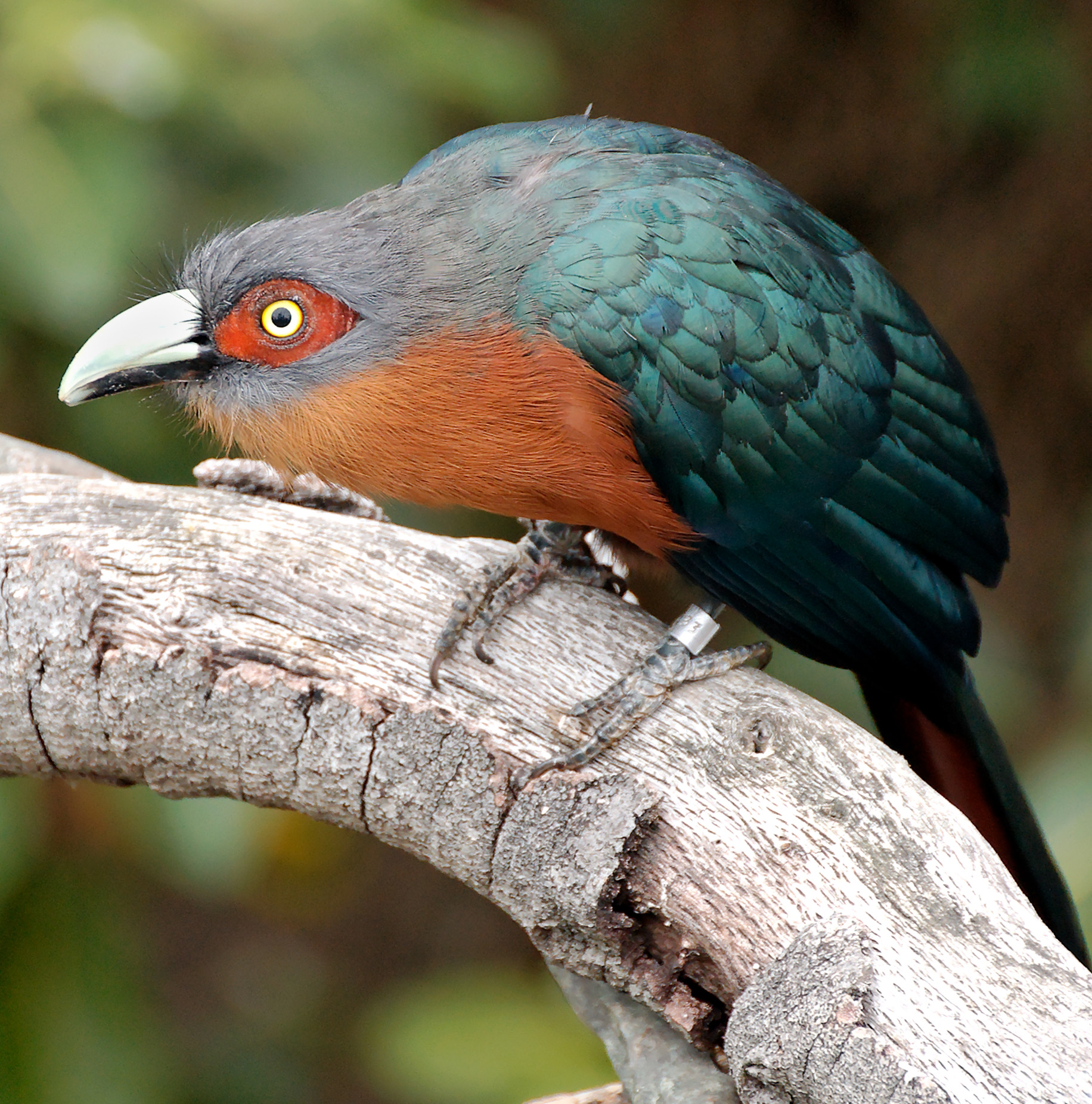
Roestbuikmalkoha (Phaenicophaeus curvirostris)
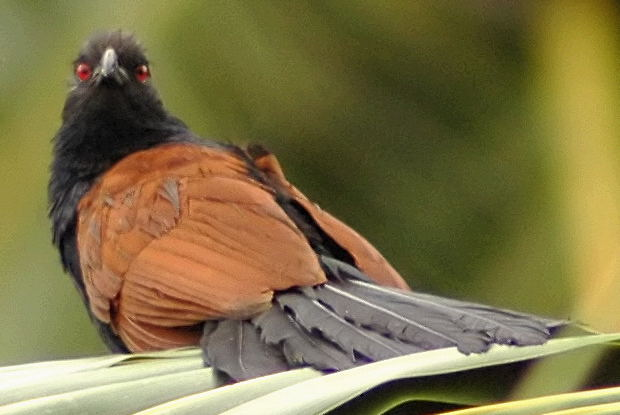
Chinese spoorkoekoek (Centropus sinensis)

## Taxonomie

### Niet-parasitaire koekoeken
Ani's en andere geslachten uit de Nieuwe Wereld
- Geslacht Coccycua (3 soorten)
- Geslacht Coccyzus (13 soorten)
- Geslacht Crotophaga (3 soorten ani's)
- Geslacht Geococcyx (2 soorten renkoekoeken)
- Geslacht Guira (1 soort: guirakoekoek)
- Geslacht Morococcyx (1 soort: lijsterkoekoek)
- Geslacht Neomorphus (5 soorten grondkoekoeken)
- Geslacht Piaya (2 soorten: eekhoornkoekoek en zwartbuikkoekoek)

Spoorkoekoeken
- Geslacht Centropus (29 soorten spoorkoekoeken)

Malkoha's of grondkoekoeken uit de Oude Wereld
- Geslacht Ceuthmochares (2 soorten malkoha's)
- Geslacht Carpococcyx (3 soorten grondkoekoeken)
- Geslacht Coua (9 soorten coua's)
- Geslacht Dasylophus (2 soorten malkoha's)
- Geslacht Phaenicophaeus (6 soorten malkoha's)
- Geslacht Rhamphococcyx (1 soort: sulawesimalkoha)
- Geslacht Rhinortha (1 soort: Raffles' malkoha)
- Geslacht Taccocua (1 soort: Indische malkoha)
- Geslacht Zanclostomus (1 soort: roodsnavelmalkoha)

### Broedparasieten
- Geslacht Dromococcyx (2 soorten: pauwkoekoek en fazantkoekoek)
- Geslacht Tapera (1 soort: gestreepte koekoek)
- Geslacht Clamator (4 soorten waaronder de kuifkoekoek)

Onderfamilie cuculinae 
- Geslacht Cacomantis (10 soorten)
- Geslacht Caliechthrus : (1 soort: witkapkoekoek)
- Geslacht Cercococcyx (3 soorten langstaartkoekoeken)
- Geslacht Chalcites
- Geslacht Chrysococcyx (6 soorten)
- Geslacht Cuculus (11 soorten, waaronder de gewone koekoek)
- Geslacht Eudynamys (3 soorten koëls)
- Geslacht Heteroscenes (1 soort: vale koekoek)
- Geslacht Hierococcyx (8 soorten sperwerkoekoeken)
- Geslacht Microdynamis (1 soort: baardkoekoek)
- Geslacht Pachycoccyx (1 soort: diksnavelkoekoek)
- Geslacht Scythrops (1 soort: reuzenkoekoek)
- Geslacht Surniculus (4 soorten drongokoekoeken)
- Geslacht Urodynamis (1 soort: langstaartkoël)

### Uitgestorven

#### Geslachten
- Geslacht Cursoricoccyx
- Geslacht Dynamopterus
- Geslacht Eocucculus
- Geslacht Nannococcyx
- Geslacht Neococcyx

#### Soort
- Coua delalandei – Delalandes Coua